# Vüqar Həşimov
Vüqar Həşimov (ur. 24 czerwca 1986 w Baku, zm. 10 stycznia 2014 w Berlinie) – azerski szachista, arcymistrz od 2002 roku.

## Kariera szachowa
Zasady gry w szachy poznał w szóstym roku życia, a jego pierwszym nauczycielem był ojciec. Od 1995 corocznie reprezentował swój kraj na mistrzostwach świata i Europy juniorów, wielokrotnie zdobywając medale:
- 1996 – Cala Galdana, MŚ do lat 10, II m. (za Pentalą Harikrishną), oraz Rymawska Sobota, ME do lat 10, II m. (za Teymurem Rəcəbovem)
- 1998 – Mureck, ME do lat 12, II m. (za Teymurem Rəcəbovem)
- 1999 – Litochoro, ME do lat 14, II m. (za Nicatem Məmmədovem)
- 2000 – Chalkidiki, ME do lat 14, II m. (za Markiem Erwichem(inne języki))
- 2001 – Chalkidiki, ME do lat 18, III m. (za Zwiadem Izorią i Janem Werlem)
- 2002 – Baku, ME do lat 20, II m. (za Zwiadem Izorią).

Reprezentant Azerbejdżanu na szachowych olimpiadach (czterokrotnie w latach 2002–2008; w 2008 r. zdobył srebrny medal za indywidualny wynik na III szachownicy), drużynowych mistrzostwach świata (dwukrotnie w latach 2010–2011) oraz drużynowych mistrzostwach Europy (pięciokrotnie w latach 2001–2011; trzykrotny medalista drużynowy: złoty – 2009, srebrny – 2011, brązowy – 2007 oraz dwukrotny indywidualnie: srebrny – 2009 – na II szachownicy, brązowy – 2011 – na II szachownicy).
Odniósł szereg sukcesów na arenie międzynarodowej, między innymi:
- 2002 – dz. VI m. w indywidualnych mistrzostwach Europy w Batumi[5], dwukrotnie I m. w Ałuszcie
- 2005 – I m. w Atenach (turniej Acropolis), dz. I m. w Stambule (wspólnie z Aleksandrem Karpaczowem, Micheilem Kekelidzem, Konstantinem Szanawą, Lewanem Panculają, Dawidem Arutinianem, Żiwkiem Bratanowem i Jewhenem Mirosznyczenką
- 2006 – dz. I m. w Abu Zabi (wspólnie z Aszotem Anastasianem)
- 2007 – dz. I m. w Cappelle-la-Grande (wspólnie z Jurijem Drozdowskim, Wang Yue, Jewgienijem Miroszniczenko, Wasilijem Jemielinem i Dawidem Arutinianem), dz. I m. w Pontevedrze (wspólnie z Aleksandrem Grafem i Roi Reinaldo Castineirą(inne języki)), dz. II m. w Tromsø (za Ołeksandrem Moisejenką, wspólnie z Kjetilem Lie i Magnusem Carlsenem)
- 2008 – dz. I m. w Cappelle-la-Grande (wspólnie z Andriejem Diewiatkinem, Jurijem Kryworuczką, Vasiliosem Kotroniasem, Dawidem Arutinianem, Konstantinem Czernyszowem, Erwinem l'Amim i Siergiejem Fedorczukiem), dz. II m. w Reggio Emilii (za Zoltánem Almásim, wspólnie z Ni Hua i Pentalą Harikrishną), dz. I m. w I turnieju FIDE Grand Prix 2008/2009 w Baku (wspólnie z Wang Yue i Magnusem Carlsenem), dz. I m. w Pojkowskim (wspólnie z Dmitrijem Jakowienką, Siergiejem Rublewskim i Aleksiejem Szyrowem)
- 2009 – II m. w Pojkowskim (za Aleksandrem Motylowem)[6]
- 2011 – dz. I m. w Reggio Emilii (wspólnie z Francisco Vallejo Ponsem).

Najwyższy wynik rankingowy  osiągnął 1 stycznia 2012; mając 2761 punktów, zajął wówczas 10. miejsce na światowej liście FIDE, jednocześnie zajmując 2. miejsce (za Teymurem Rəcəbovem) wśród szachistów azerskich.

## Memoriał Vüqara Həşimova
W 2014 rozegrano w Şəmkirze pierwszy memoriał Vüqara Həşimova. W turnieju A zwyciężył Magnus Carlsen, natomiast w turnieju B Pawło Eljanow.